# Metz-en-Couture Communal Cemetery British Extension
Metz-en-Couture Communal Cemetery British Extension is een begraafplaats gelegen in de Franse plaats Metz-en-Couture (Pas-de-Calais). De militaire graven worden onderhouden door de Commonwealth War Graves Commission.
De begraafplaats telt 431 geïdentificeerde graven waarvan 430 Gemenebest graven uit de Eerste Wereldoorlog en een overig graf uit de Eerste Wereldoorlog.